# Cul de Paris

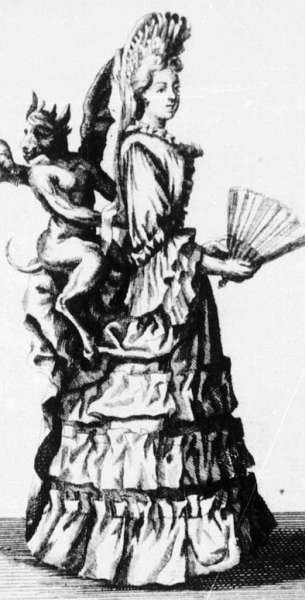
Karikatur auf den Cul de Paris um 1700

Der Begriff Cul de Paris (sprich: ky də paʀi; frz. Pariser Hintern; auch cul de ouatte ‚Wattehintern‘ oder cul de la reine ‚Königinnenhintern‘; im Deutschen – beispielsweise Mannheimer Dialekt – auch verballhornt zu Kidebari(e) oder faux-cul, ‚falscher Hintern‘) bezeichnet eine Silhouette der weiblichen Mode, die im Verlauf der Kostümgeschichte mehrfach auftrat und sich durch eine starke Betonung/Überbetonung des Gesäßes auszeichnete. Woher der Hinweis auf Paris kommt, ist nicht geklärt. Möglicherweise wollte der Erfinder satirisch andeuten, dass nur Großstädter auf solch extreme, von Zeitgenossen oft als lächerlich empfundene Moden verfallen können.
Der erste Cul de Paris um 1700 herum bauschte das Manteau auf. Zwar waren schon vorher Unterbauten unter dem Rock verwendet worden, um die Silhouette zu verändern (siehe Reifrock, Weiberspeck), aber gegen 1700 verschob sich der Bausch nach hinten.
Der zweite Cul de Paris entwickelte sich ab 1772 parallel zur Robe à la polonaise, die ihre besondere Silhouette teils Polstern, teils dem hinten aufgebauschten Kleidrock verdankte. Er wurde später auch zur Robe à l’anglaise getragen. Diese Mode hielt sich bis ca. 1780.
Im späten 19. Jahrhundert kehrte der Cul de Paris zweimal kurz hintereinander wieder, nämlich 1872–1876 und 1882–1886. Nach der Rockstütze, die zu jener Zeit verwendet wurde, nennt man diese beiden Modesilhouetten auch erste und zweite Tournüre.
In jedem dieser Fälle beschränkte sich diese Mode weitgehend auf die wohlhabenden Schichten.

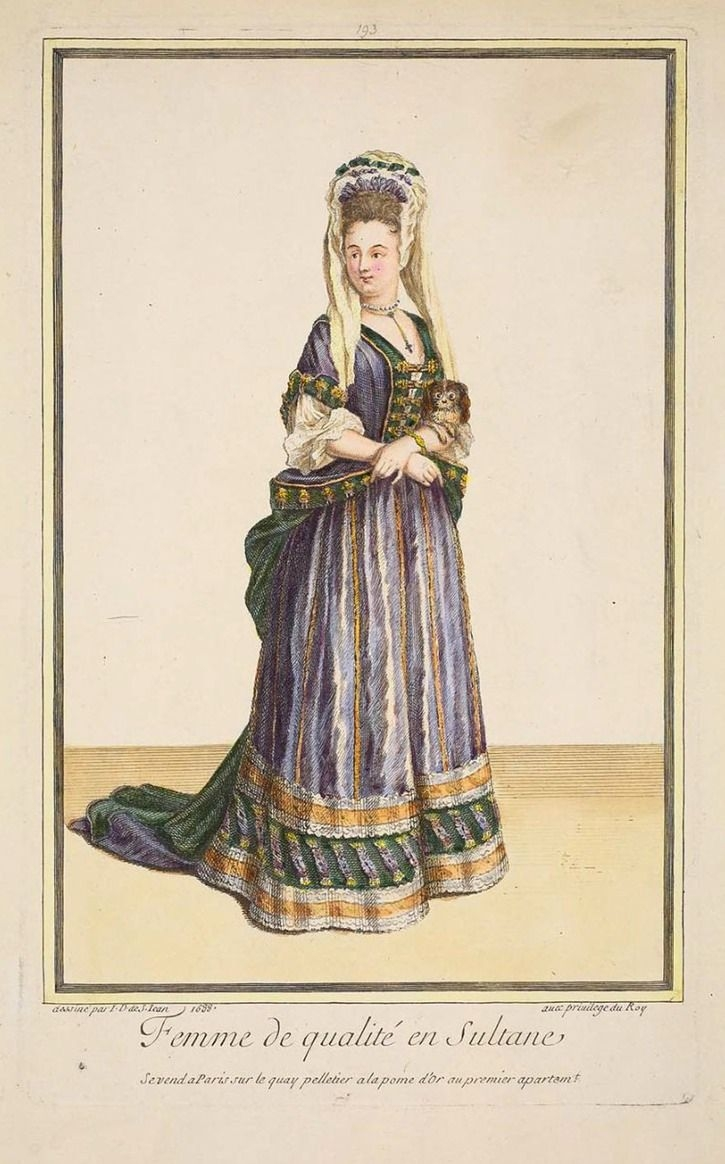
Cul de Paris mit Manteau und Fontange (ca. 1685–90)
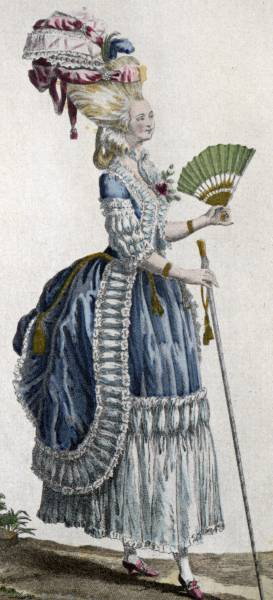
Cul de Paris um 1775
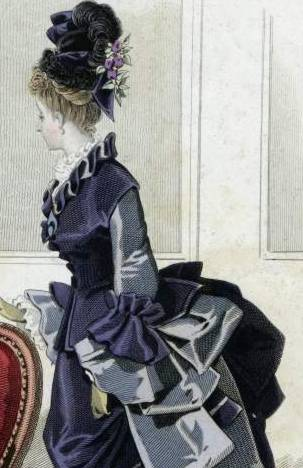
Erste Tournüre, 1873
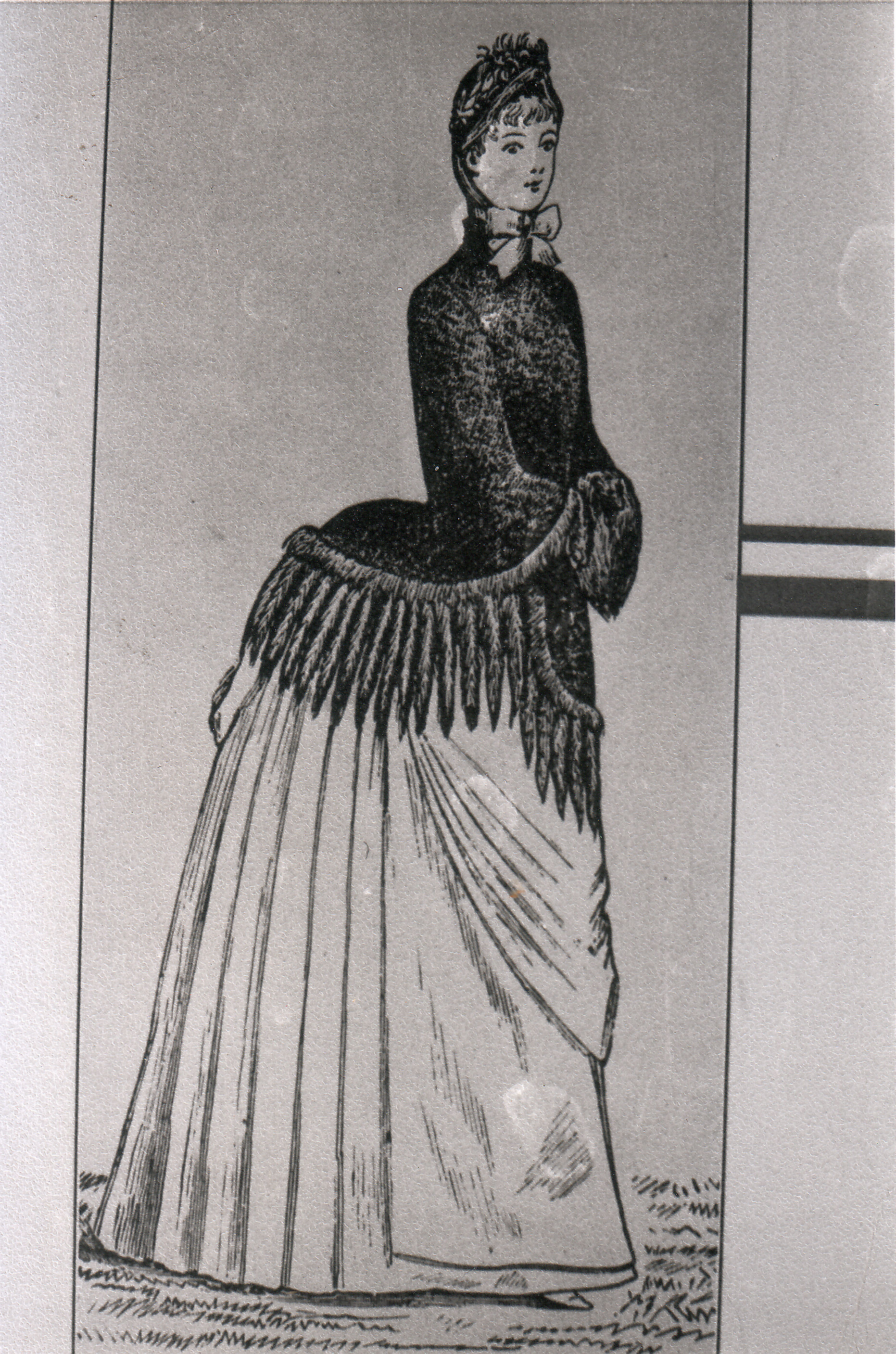
Cul de Paris, 1885